# Arnold Arboretum
The Arnold Arboretum de la Universidad Harvard es un arboreto estadounidense de 107 hectáreas de extensión, localizado en las secciones de Boston de Jamaica Plain y Roslindale. 
Este espacio verde fue diseñado por Frederick Law Olmsted y es el segundo mayor "eslabón" del Emerald Necklace. Está incluido en el National Register of Historic Places.
Forma parte del BGCI, e integra el «North American Plant Collections Consortium» gracias a ser depositario de las colecciones nacionales de Acer; (74 taxones), Carya; (16 taxones, 10 spp), Fagus; (23 taxones), Syringa; (238 taxones, 20 spp) y Tsuga; (72 taxones, 7 spp). 
Su código de reconocimiento internacional como institución botánica (en el Botanical Gardens Conservation International, BGCI), así como las siglas de su herbario, es AAH.

## Localización
La puerta principal de entrada de «Arborway» se ubica en la carretera 203 a unos poco kilómetros al sur de su unión con el Jamaicaway. El transporte público al arboreto está disponible en la Línea Naranja del MBTA hasta su término en la estación de Forest Hills y en autobús (#39) hasta el monumento en «Jamaica Plain». El arboreto está dentro de una distancia de caminata razonable desde cualquiera de estos puntos.
The Arnold Arboretum of Harvard University 125 Arborway, Jamaica Plain, Massachusetts,  02130-3519 United States of America-Estados Unidos de América
- Clima: El promedio anual de lluvia es de 43.63 pulgadas (1,102 mm); promedio de nieve, 40.2 pulgadas (102 centímetros). El promedio mensual de temperatura es 51.5 °F (10.8 °C); la temperatura media en julio es 73.5 °F (23 °C); enero es 29.6 °F (-1.3 °C). El Arboreto se ubica en la zona de resistencia USDA 6 (0 de −10 °F, −18 a −23 °C).
- Ubicación: 265 acres (107 hectáreas) en las Jamaica Plain y Roslindale secciones de Boston (Massachusetts), en las coordenadas 42°19′N 71°5′O / 42.317, -71.083, con altitudes que van de 46 pies (15 m) en el prado que se encuentra en el «Hunnewell Building» a 240 pies (79 m) en la cima de la colina «Peters Hill».
- Horarios: El arboreto se encuentra abierto al público sin cargo alguno desde el alba hasta el ocaso los 365 días del año. El Centro de Visitantes en el «Hunnewell Building» , 125 Arborway, se encuentra abierto de lunes a viernes de 9 a. m.–4 p. m.; sábados de 10 a. m.–4 p. m.; domingos de 12 p. m.–4 PM. El Centro de Visitantes está cerrado los días festivos. La biblioteca, ubicada en el Hunnewell Building, está abierta de lunes a sábados, 10 a. m.–4 p. m.. La biblioteca está cerrada los domingos y días festivos.

## Historia

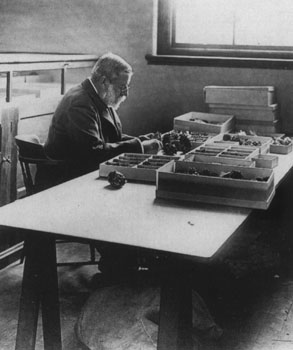
Charles Sprague Sargent, el primer director del Arnold Arboretum.

El arboreto fue fundado en 1872 en que el presidente y los compañeros del Harvard College fueron administradores de una porción de la finca propiedad de James Arnold (1781-1868).
En 1842, Benjamin Bussey (1757-1842), un próspero empresario y granjero de Boston, donó su propiedad Woodland Hill y parte de su fortuna a la Universidad Harvard "para la enseñanza en agricultura, horticultura, y materias relacionadas". Bussey había heredado la tierra del patriota compañero Eleazer Weld en 1800 y más adelante fue agrandado el predio entre 1806 y 1837 adquiriendo y consolidando las varias granjas que habían sido establecidas desde el siglo XVII. Harvard utilizó esta tierra para la creación del Instituto Bussey, que fue dedicado a la experimentación agrícola. El primer edificio del Instituto Bussey fue terminado en 1871 y sirvió como sede para una escuela de agricultura.
Dieciséis años después de la muerte de Bussey, James Arnold, comerciante en la pesca de ballenas de New Bedford (Massachusetts)], especificando que una porción de su finca debía ser utilizada para la " … la promoción de las mejorasAgrícolas, ú hortícolas";. En 1872, cuando el administrador hizo pública la voluntad de James Arnold transfirió su finca a la Universidad Harvard, el regalo de Arnold fue agregado con los 120 acres del predio anterior de Bussey para crear el Arnold Arboretum. En el hecho de confianza entre los administradores de Arnold y la universidad, el legado de Arnold debía de ser utilizado para establecer, desarrollar y mantener un arboreto que se conocerá como el Arnold Arboretum, que "contendrá, hasta donde sea posible, todos los arbustos y los árboles… tanto indígenas como exóticos, que pueden ser levantados a aire libre West Roxbury". La misión histórica del arboreto de Arnold es la de aumentar el conocimiento de las plantas leñosas con la investigación y diseminar este conocimiento con la educación.
El profesor de Botánica Charles Sprague Sargent fue designado como director del Arnold Arboretum poco después del establecimiento de la institución en 1872. Junto con el arquitecto del paisaje Frederick Law Olmsted desarrolló la infraestructura de caminos, paseos y senderos que delimitan las áreas de las colecciones según familias y géneros, siguiendo las directrices del entonces ampliamente aceptado sistema de clasificación de Bentham y Hooker. El edificio Hunnewell fue diseñado por el arquitecto Alexander Wadsworth Longfellow, Jr. en 1892 y construido con fondos donados por H. H. Hunnewell en 1903. Actualmente el Arboreto ocupa 265 acres (107 hectáreas) de tierra divididas entre cuatro parcels, viz. el Arboretum principal y la Peters Hill, Weld-Walter y South Street. Las colecciones, sin embargo, se encuentran ubicadas principalmente en el Arboreto principal y en la Peters Hill. El Arboreto permanece actualmente, como uno de los ejemplos de diseño paisajista de Frederick Law Olmsted más logrados y es un Frederick Law Olmsted National Historic Site, además de ser un National Historic Landmark.
Robert E. Cook es el séptimo y actual director del Arnold Arboretum. Él es también el director de los herbarios de la Universidad Harvard localizados en Cambridge (Massachusetts).
El Arboreto de administración privada se encuentra encuadrado como un departamento de la Universidad Harvard. El terreno fue sin embargo traspasado a la ciudad de Boston en 1882 e incorporado en el llamado; "Emerald Necklace" (Collar esmeralda). Según los términos del acuerdo con la ciudad, la Universidad Harvard fue dada un arriendo del mil año de la finca, y la universidad, como administrador, es directamente responsable del desarrollo, del mantenimiento, y de las operaciones que se efectúen en el arboreto; la ciudad conserva la responsabilidad de los suministros de agua, de bancos, de caminos, de límites, y de la limpieza. El presupuesto de funcionamiento anual de $7.350.644 (en el ejercicio económico 2003) se deriva en gran parte de la dotación, que también es administrada por la universidad, y de todo el personal del arboreto y de los empleados de la universidad. La otra renta se obtiene con la concesión de las agencias y de los contribuidores.

## Colecciones (al 14 de septiembre de 2007)
Actualmente, la colección de plantas vivas incluye 15,441 plantas pertenecientes a 10,216 accesiones representando 4,099 taxones; con énfasis especial en las especies de plantas leñosas de Norteamérica y del este de Asia. En la colecciones históricas se incluyen las plantas introducidas procedentes del este de Asia por Charles Sprague Sargent, Ernest Henry Wilson, William Purdom, Joseph Hers, y Joseph Rock. Unas recientes introducciones de plantas procedentes de Asia son el resultado de la expedición del Arnold Arboretum de 1977 efectuada a Japón y Corea, la expedición botánica conjunta chino americana de 1980 al oeste de la  Provincia de Hubei, y las expediciones más recientes a China y Taiwán.
Entre sus colecciones son de destacar: Acer, Fagus, Carya, Forsythia, Lonicera, Magnolia, Malus, Quercus, Rhododendron, Syringa, y Tsuga.
Otras colecciones incluyen, a la colección de rosas Bradley, la colección de coníferas y coníferas enanas, y la colección Larz Anderson de Bonsais. Aproximadamente unas 500 accesiones son procesadas anualmente.

## Política de las colecciones

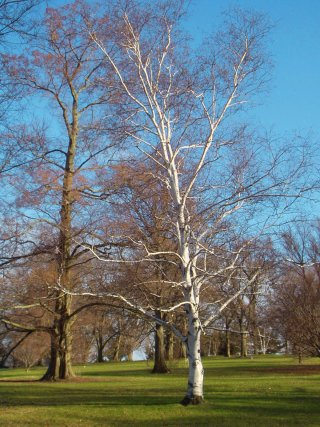
Un abedul a principios de la primavera.

La misión del Arnold Arboretum es la de incrementar nuestro conocimiento de la evolución y de la biología de las plantas leñosas. Históricamente, esta investigación ha indagado en la distribución global y la historia evolutiva de los árboles, arbustos y vides, con énfasis particular en las especies disjuntas del Este de Asia y Norteamérica. Este trabajo continúa hoy con los estudios moleculares de la evolución y de la biogeografía de las floras de Asia templada, Norteamérica y Europa. Las actividades de investigación incluyen estudios moleculares de la evolución del gen, estudios de las relaciones de la planta y el agua, y la supervisión de la fenología de la planta, de la sucesión de la vegetación, del ciclo del alimento y de otros factores que informan para estudios del cambio climático. El trabajo aplicado en horticultura utiliza las colecciones de plantas para los estudios en la propagación de los vegetales, la introducción de las plantas, y la gerencia ambiental. Esta diversidad de la investigación científica se funda en una comisión de continuación para adquirir, cultivar, y documentar la especie reconocida e infraespecífica, los taxones de plantas leñosas del hemisferio norte existentes en los 265 acres del arboreto, que pueden soportar el clima imperante en Jamaica Plain/Roslindale.
Como recurso primario para la investigación en biología vegetal, las colecciones vivas del arboreto se desarrollan, y se manejan activamente, para apoyar la investigación científica y su estudio. Con este fin, las políticas de adquisición ponen prioridad en la obtención de plantas que sean genéticamente representantes de poblaciones silvestres documentadas. Para cada taxón, el arboreto de Arnold aspira a cultivar accesiones múltiples de la procedencia salvaje conocida para representar la variación significativa que puede ocurrir a través de la gama geográfica de la especie. Las accesiones del jardín o de la procedencia cultivada también se adquieren según lo estipulado en los protocolos adjuntos de las colecciones.
Para todos los especímenes, la documentación completa de la procedencia y de la historia dentro de la colección es una prioridad crítica. Los procedimientos de la Conservación prevén documentar la procedencia original con sus expedientes completos y exactos para cada accesión, y del documento original de procedencia, localizaciones en las colecciones, y cambios en su identidad botánica. Los especímenes del Herbario, los materiales de DNA, y las imágenes digitales, se recopilan para la colección y se mantienen en los sistemas de datos del arboreto y del herbario situado en Roslindale.

## Investigación
La investigación sobre la fitopatología y la gerencia integrada de los parásitos para el mantenimiento de las colecciones vivas, está constantemente actualizada. la investigación basada en el Herbario se centra en la sistemática y la biodiversidad de los bosques asiáticos templados y tropicales, así como la ecología y el potencial para el uso sostenible de sus recursos. Los programas educativos del Arboretum ofrecen los grupos de las escuelas y al público en general una amplia gama de conferencias, de cursos, y de caminatas que se centran en la ecología y el cultivo de las plantas. Su revista trimestral,   Arnoldia, proporciona la información profundizada en la horticultura, la botánica, y la historia del jardín.  Iniciativas investigadoras recientes

## Base de datos de las plantas
La información existente sobre las plantas se mantiene en una base de datos computerizada, BG-BASE 6.4 (BG-Base Inc.), que se inició en 1985 a requerimiento del «Arnold Arboretum»  y de la «Threatened Plants Unit» (TPU) (Unidad de las Plantas Amenazadas) del «World Conservation Monitoring Centre » (WCMC) (Centro de Supervisión de la Conservación en el Mundo). Un programa de mapeado computerizado (basado en AutoCAD (Autodesk)) se encuentra enlazado a BG-BASE, y cada accesión se registra en una serie de mapas en una escala de 1 pulgada a 20 pies(1:240) o 1 pulgada a 10 pies (1:120). Una máquina de estampación dirigida por ordenador genera etiquetas de los expedientes. Todas las plantas que sean accesiones en las colecciones se etiquetan con un número de accesión, nombre botánico, y nombre cultivar (cuando sea apropiado), la información de la fuente, el nombre común, y la localización en el mapa. Las etiquetas del tronco y/o de la exhibición también se cuelgan en muchas accesiones e incluyen nombres comunes y botánico. Las etiquetas de las estacas se utilizan para identificar las plantas situadas en el jardín de Leventritt y en el sendero chino.

## Mantenimiento
El personal de campo consiste en el superintendente y el ayudante del superintendente, tres arboristas, y diez tecnólogos hortícolas. Un garaje de servicio está adyacente al edificio Hunnewell, donde se localizan las oficinas y los vestuarios. Durante los meses del verano diez internos hortícolas complementan el personal de campo. Una amplia gama de vehículos y equipo moderno, incluyendo un vehículo industrial y una retroexcavadora John Deere con cargador delantero, se utilizan en el mantenimiento de los terrenos. El personal permanente del pedio, excepto los superintendentes, son miembros del sindicato AFL/CIO Local 615, «Service Employees International Union» (SEIU).

## Facilidades de losviverosy de losinvernaderos
Los invernaderos de Dana, situados en 1050 Centre Street (con dirección de correo: 125 Arborway), fueron terminados en 1962. Abarcan cuatro invernaderos de servicio que suma 3.744 pies cuadrados ( 348 m²), el invernadero principal con las oficinas, cámaras frías, almacenes, y un aula. El proveer de personal en el invernadero incluye el encargado de invernaderos y de viveros, el propagador de plantas, dos ayudantes, y, durante los meses de verano, a dos internos hortícolas. Adyacente al invernadero hay un umbráculo de 3.150 pies cuadrados (293 m²), una cámara frigorífica de 12.600 pies cúbicos (357 m³), y tres viveros con tomas de agua, del inground que suman aproximadamente de uno a uno y medio acres (6.000 m²). También está situado en el complejo del invernadero el pabellón de los bonsáis, en donde la Anderson Bonsai Collection se exhibe desde mediados de abril a finales de octubre. Durante los meses de invierno los bonsáis se mantienen en la unidad de conservación fría con temperaturas levemente por encima de cero grados.

## Isabella Welles Hunnewell Internship Program
El departamento de colecciones vivas del Arnold Arboretum ofrece un programa de pago en internado durante los meses de verano Archivado el 23 de julio de 2008 en Wayback Machine. este combina el entrenamiento manual en horticultura con cursos educativos. Aceptarán a catorce aprendices en régimen de internado para un periodo de 12 a 24 semanas de duración. Diez internos trabajarán con el departamento de mantenimiento de campo, dos en los invernaderos de Dana, dos en los expedientes de las plantas, y uno en la biblioteca hortícola.
Como parte del programa de entrenamiento, los internos participan en sesiones y excursiones educativas obligatorioas al campo para desarrollar un sentido más amplio de las prácticas hortícolas del arboreto así como los de otras instituciones. Las sesiones y las excursiones al campo están dirigidas por los miembros de personal del Arnold Arboretum y están embuidas en el espíritu de participación y compromiso. Los internos traen a menudo la experiencia y el conocimiento de cada uno, de los cual se benefician todos incluyendo al personal del Arboreto. Es un ambiente de aprendizaje competitivo y libre.

## Curso de horticultura
El Arboreto creó en 1997 el programa de aprendizaje de horticultura para proporcionar a los individuos interesados en la prosecución de una carrera en un arboreto o un jardín botánico la experiencia manual en todos los aspectos del cultivo, de la conservación, y del mantenimiento de las colecciones vivas del Arboreto .
El departamento de las colecciones vivas del Arnold Arboretum ofrece un programa de verano en régimen de internado este combina el entrenamiento manual práctico en horticultura con cursos educativos. Aceptan a catorce internos/as de aprendices hortícolas para doce a veinticuatro semanas de duración. Los internos reciben la mayoría de su entrenamiento en uno de los tres departamentos: Mantenimiento de campo, viveros e invernadero, o expedientes de las plantas.

## Lilac Sunday
El segundo domingo del mes de mayo de cada año es el "Lilac Sunday". Este es el único día del año en el que se permite practicar pícnic en el recinto. En el 2008, por el centenario del Lilac Sunday, en la página de Internet del Arboretum se podía leer:
De los millares de plantas que florecen en el arboreto, solamente uno, la lila, se selecciona cada año para una celebración de todo el día. En el domingo de la lila, los entusiastas de la jardinería procedentes de toda Nueva Inglaterra, se reúnen en el arboreto para merendar en el campo, observar a los Morris dancing, y recorrer la colección de lilas. En el día del acontecimiento, que tiene lugar llueva o luzca el sol, el arboreto está abierto como de costumbre desde el alba hasta el ocaso.

## Colecciones asociadas
El herbario del Arboreto «Arboretum's herbarium in Jamaica Plain» reúne especímenes de las plantas cultivadas en las colecciones vivas  (unos 160,000). Los archivos del «Jamaica Plain herbarium», «horticultural library» (biblioteca de horticultura) y las fotografías, se conservan en el « Hunnewell building »  en el 125 Arborway; sin embargo la mayor parte del herbario y las colecciones de la biblioteca se albergan en Cambridge, en el campus de la Universidad Harvard, en el 22 de Divinity Avenue.

## Publicaciones
El inventario de colecciones vivas se pone al día periódicamente y se pone a disposición de los jardines botánicos y arboretos hermanos que la solicitan; está también disponible en la página oficial en Internet del arboreto (searchable inventory Archivado el 20 de julio de 2005 en Wayback Machine.).
- Arnoldia, la revista trimestral del Arnold Arboretum, publica con frecuencia los artículos referentes a las colecciones vivas.
- A Reunion of Trees[5]

por Stephen A. Spongberg (curator emeritus) cuenta de nuevo la historia de la introducción de muchas de las especies exóticas incluidas en las colecciones del Arobretum.
- New England Natives[6]

escrito por la investigadora archivista hortícola Sheila Connor, describe muchos de los árboles y arbustos de la flora de Nueva Inglaterra e ingleses y las maneras en que los han utilizado desde épocas prehistóricas.
- Science in the Pleasure Ground[7]

por Ida Hay (antigua curadora asociada) constituye una biografía institucional del Arboretum.

## Colaboradores Institucionales
El Arboretum es miembro institucional de la «American Public Garden Association» (APGA) y de la « International Association of Botanical Gardens and Arboreta». Además, miembros de su equipo se encuentran asociados con numerosas organizaciones botánicas y hortícolas, tanto nacionales como internacionales. El Arboreto así mismo es una institución cooperante con el «Center for Plant Conservation» (CPC), también es un miembro activo del «North American Plant Collections Consortium » (NAPCC), tiene el cometido de la conservación de la colecciones a nivel nacional de : Acer, Carya, Fagus, Stewartia, Syringa, y Tsuga con el propósito de su preservación, evaluación, e investigación. El Arboreto también es miembro del «North American China Plant Exploration Consortium» (NACPEC).

## Emerald Necklace
Otros parques del Emerald Necklace:
- Boston Common
- Boston Public Garden
- Commonwealth Avenue Mall
- Back Bay Fens
- The Fenway
- The Riverway
- The Jamaicaway
- Olmsted Park
- Jamaica Pond Park
- The Arborway
- Franklin Park